# Ostorožno, babuška!
Ostorožno, babuška! (Осторожно, бабушка!) è un film del 1960 diretto da Nadežda Nikolaevna Koševerova.